# Juan Francisco Hernández Díaz
Juan Francisco Hernández Díaz (Lima, 24 de junio de 1978) es un exfutbolista peruano. Jugaba de defensa central y tiene 46 años.

## Trayectoria
También conocido como "Pancho", se formó en las canteras de Alianza Lima

## Clubes
| Club                      | País    | Año       |
| ------------------------- | ------- | --------- |
| Bella Esperanza           | Perú    | 1997      |
| Unión Minas               | Perú    | 1998-1999 |
| Juan Aurich               | Perú    | 2000-2001 |
| Alianza Lima              | Perú    | 2001      |
| Alianza Atlético          | Perú    | 2002-2004 |
| Universidad Cesar Vallejo | Perú    | 2005      |
| Unión Huaral              | Perú    | 2006      |
| Cienciano                 | Perú    | 2006-2007 |
| FBC Melgar                | Perú    | 2007      |
| Universidad Cesar Vallejo | Perú    | 2008-2010 |
| UE Engordany              | Andorra | 2010-2011 |
| Sport Boys                | Perú    | 2011      |
| Cobresol                  | Perú    | 2012      |
| Unión Comercio            | Perú    | 2012      |
| Defensor San Alejandro    | Perú    | 2013      |
| Pacífico FC               | Perú    | 2013      |
| Sport Huancayo            | Perú    | 2014      |
| Deportivo Coopsol         | Perú    | 2015      |